# Yingshouyingzi, Yingshouyingzi
Yingshouyingzi är en köping i Kina. Den ligger i provinsen Hebei, i den norra delen av landet, omkring 130 kilometer nordost om huvudstaden Peking. Yingshouyingzi ligger under gruvdistriktet med samma namn och Chengdes stad på prefekturnivå. Antalet invånare är 29 664. Befolkningen består av 14 665 kvinnor och 14 999 män. Barn under 15 år utgör 12,0 %, vuxna 15-64 år 76 %, och äldre över 65 år 11,0 %.
Runt Yingshouyingzi är det ganska tätbefolkat, med 93 invånare per kvadratkilometer. Det finns inga andra samhällen i närheten. Trakten runt Yingshouyingzi består i huvudsak av gräsmarker.
Genomsnittlig årsnederbörd är 834 millimeter. Den regnigaste månaden är juli, med i genomsnitt 234 mm nederbörd, och den torraste är januari, med 2 mm nederbörd.